# Trichothelium kalbii
Trichothelium kalbii är en lavart som beskrevs av Lücking. Trichothelium kalbii ingår i släktet Trichothelium och familjen Porinaceae.   Inga underarter finns listade i Catalogue of Life.